# Tachyeres pteneres
El pato vapor austral (Tachyeres pteneres), también llamado quetru no volador, patovapor del Magallanes, pato vapor no volador magallánico, pato vapor del Pacífico, quetru/o, y quetro austral, es un ave anseriforme de la familia de las anátidas natural del extremo sur de América del Sur.

## Antecedentes históricos

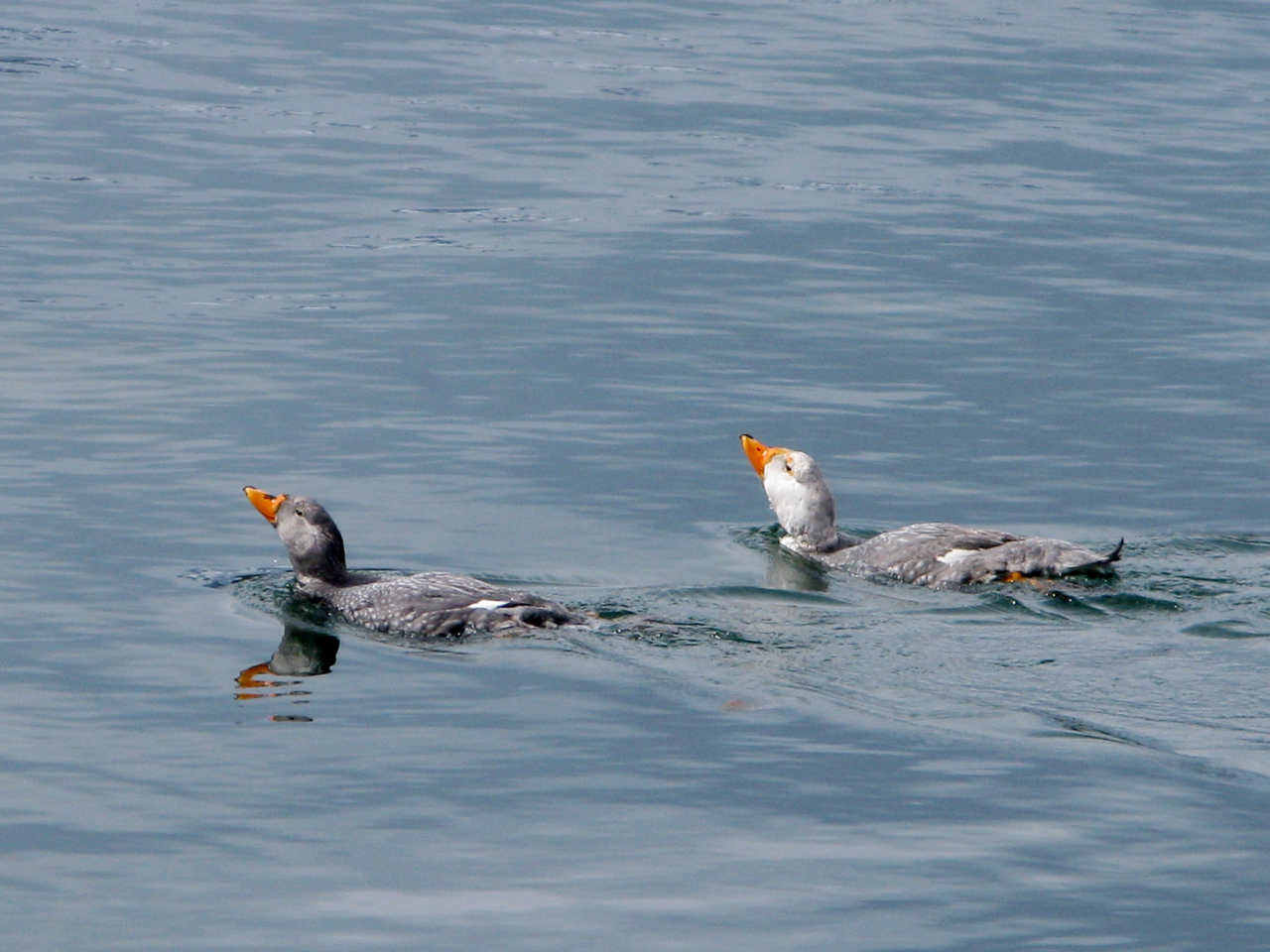
Pareja de Pato vapor del pacífico.

En 1825 el Almirantazgo Británico designó al comandante Phillip Parker King Comandante en Jefe de una escuadrilla compuesta por el HMS Adventure y el HMS Beagle para que efectuara el levantamiento hidrogŕafico de las costas de la parte meridional de Sud América, entre el Río de la Plata y la isla de Chiloé. El Adventure bajo el mando de Parker King y el Beagle inicialmente bajo el mando del comandante Pringle Stokes y luego del teniente Robert Fitz Roy. Parker King arribó al estrecho de Magallanes en 1826 y estableció como puerto base de la expedición puerto del Hambre.
Parker King en febrero de 1827, en una excursión a bahía del Águila, en el mismo Estrecho, vio por primera vez al pato a vapor. Sobre esta ave dice: “Aquí vimos, por primera vez, al más extraordinario pájaro, el pato a vapor. Antes que las embarcaciones a vapor fueran de uso general, esta ave fue denominada, por su rapidez en volar a ras sobre la superficie del agua, el “caballo de carreras” (race-horse), un nombre que se encuentra frecuentemente en los viajes de Cook, Byron y otros. Es un pato gigante, el más grande con que me he encontrado. Tiene las patas traseras palmeadas, ubicadas lejos atrás, y otras características de los patos oceánicos.” luego continúa: “ La principal peculiaridad de esta ave es, lo corto y extraordinariamente pequeño tamaño de sus alas, las cuales, no tienen el suficiente poder para levantar el cuerpo, solo sirven para impulsarla a lo largo, en lugar de a través del agua, y son utilizadas como las paletas de un buque a vapor. Con la ayuda de estos y sus fuertes y anchos pies palmeados, se mueven a una velocidad asombrosa.”
Parker King cuenta que el más grande encontrado por ellos medía 40 pulgadas desde el pico al extremo de la cola y pesaba 13 libras. Estimó que alcanzaban una velocidad de 12 a 15 nudos, que podían permanecer largo tiempo bajo el agua. Que era muy difícil matarlo debido a su cautela y a la gruesa capa de plumas que lo protegía. El sabor de su carne tenía un fuerte gusto a pescado, pero que al salarlo y luego de unos 4 o 5 meses se le quitaba y era un alimento muy apetecido por toda la tripulación.
Finalmente Parker King explica que aunque era reacio a modificar los nombres puestos por sus antecesores, especialmente en lo relativo a la historia natural, en este caso estimó que el nombre “a vapor” era mucho más descriptivo que el de “carrera de caballos” por lo que lo cambió en su informe.
Alberto de Agostini en su libro Los Andes Patagónicos manifiesta que el pato a vapor o quetru es el ave más característica de la región de magallanes, ya que al no poder volar por su peso y tener las alas poco desarrolladas, posee en cambio la facultad de deslizarse en el agua a gran velocidad, empleando para ello sus patas palmípedas y sus alas mochas, las que hace girar rápidamente “dejando tras si una estela de blanca espuma como si fuera un vapor, por lo que se le ha dado el nombre de pato a vapor, en inglés race-horse o racer steamer”. También cuenta que en una ocasión lo persiguieron con una lancha a motor que desarrollaba una velocidad de 9 nudos y no pudieron alcanzarlo.
Puede permanecer largo rato bajo el agua, cuando está en peligro. Normalmente vive en parejas aunque a veces también en grupos de quince a veinte aves. Anida entre la hierba de la costa donde pone cuatro a seis huevos. Su carne es negra y dura

## Distribución
Es una especie característica de la ecorregión marina canales y fiordos del sur de Chile, siendo común en las aguas y costas del océano Pacífico del archipiélago de Tierra del Fuego llegando por el sur hasta el Cabo de Hornos. Habita solamente en el sur de Chile y el extremo sur de la Argentina.

## Características
Es un pato grande, comparado con las otras especies del género Tachyeres su largo total alcanza de 74 a 84 cm, llegando incluso a ser el pato más grande del mundo. El macho pesa entre 5,8 a 6,2 kg mientras que la hembra es menor, pesando entre 3,6 y 4,8 kg. Es incapaz de volar, al igual que dos de las restantes tres especies del género.

## Historia natural
Habita costas marinas. Con frecuencia visitan lagunas de agua dulce, estimándose que aprovechan para beber agua. Se alimentan de moluscos, crustáceos y pequeños peces. La población de esta especie se estima entre 10.000 y 100.000 individuos.

## Reproducción
Construyen el nido en el suelo bien escondido entre la hierba u otra vegetación. Ponen de cinco a ocho huevos. La incubación tarda entre 30 a 40 días.